# Solís (Maldonado)
Solís ist eine Ortschaft in Uruguay.

## Geographie
Sie befindet sich auf dem Gebiet des Departamento Maldonado in dessen Sektor 5. Der Río-de-la-Plata-Küstenort Solís liegt an der Grenze zu Canelones. Getrennt vom bereits westlich im Nachbardepartamento angesiedelten Jaureguiberry wird der Ort durch den hier mündenden Arroyo Solís Grande. Nächstgelegene Orte im Hinterland sind Gregorio Aznárez und Cerros Azules, während im Osten jenseits der Mündung des Arroyo de las Espinas unmittelbar Bella Vista anschließt.

## Infrastruktur
Bei Solís hat die Ruta 10 ihren Ursprung, auf die dort die Ruta 99 trifft.

## Einwohner
Solís hatte 2011 288 Einwohner, davon 142 männliche und 146 weibliche.
| Jahr | Einwohner |
| ---- | --------- |
| 1963 | 225       |
| 1975 | 289       |
| 1985 | 310       |
| 1996 | 342       |
| 2004 | 303       |
| 2011 | 288       |

Quelle: Instituto Nacional de Estadística de Uruguay